# Václav Procházka
Václav Procházka (* 8. května 1984, Rokycany) je český fotbalový obránce či záložník a reprezentant, od července 2023 působící v českém klubu TJ Jiskra Domažlice. Hraje na stoperu, může nastupovat i na postu defenzivního záložníka.

## Klubová kariéra
Svoji fotbalovou kariéru začal v ZKZ Břasy, odkud v průběhu mládeže odešel do Viktorie Plzeň.

### FC Viktoria Plzeň
Před sezonou 2002/03 se propracoval do prvního týmu Viktorky. V říjnu 2004 projevil o Procházku zájem tehdy druholigový italský celek FC Janov. V Plzni zažil doby v nejvyšší soutěži i druhé lize. Za mužstvo odehrál během celého svého působení 96 ligových zápasů, ve kterých vstřelil tři góly.

### 1. FC Slovácko (hostování)
Před jarní částí ročníku 2004/05 se domluvil na smlouvě s klubem 1. FC Slovácko, kam zamířil z Viktorie na půlroční hostování. Se Slováckem bojoval na jaře 2005 o záchranu v 1. lize, která se zdařila. Během svého působení odehrál osm střetnutí v lize, ve kterých branku nevsítil.

### FK Mladá Boleslav
V létě 2007 přestoupil za nespecifikovanou částku do mužstva FK Mladá Boleslav. Na jaře 2011 došel s Mladou Boleslaví až do finále Českého fotbalového poháru, kde klub porazil na neutrální půdě v Jihlavě Sigmu Olomouc 2:1 po penaltách. 22. července 2011 nastoupil k zápasu o český Superpohár, kde se Mladá Boleslav představila na půdě tehdejšího mistra Viktorie Plzeň, kde Boleslav podlehla soupeři až na pokutové kopy 4:2 (po 90 minutách byl stav 1:1, prodloužení se v tomto utkání nehraje). Za tým odehrál celkem 98 ligových zápasů. dal devět gólů.

### FC Viktoria Plzeň (návrat)
Před jarní částí ročníku 2011/12 se vrátil do Plzně, kde podepsal kontrakt na tři a půl roku. Do Viktorky přišel výměnou za Martina Filla, který do Mladé Boleslavi odešel na hostování.

#### Sezóna 2012/13
17. listopadu 2012 (15. ligové kolo, poslední v podzimní části sezóny) proti Liberci byl Procházka ve 43. minutě vyloučen za faul na unikajícího Dzona Delarge. Plzeň dokázala i v oslabení zápas otočit a zvítězit 2:1. Zajistila si tak jednobodový náskok do jarní části sezóny před druhou Spartou Praha. 3. března 2013 v 18. ligovém kole nastoupil v základní sestavě proti hostujícímu Baníku Ostrava a v 66. minutě vyrovnával na konečných 1:1. Sezónu 2012/13 Gambrinus ligy završil ziskem ligového titulu, Plzeň porazila 1. června v posledním 30. kole sestupující FC Hradec Králové 3:0 a udržela si dvoubodový náskok před největším konkurentem Spartou Praha. V zápase vstřelil druhý gól po centru Vladimíra Daridy, když se prosadil hlavou v pokutovém území.
V základní skupině B Evropské ligy 2012/13 byla Plzeň přilosována k týmům Atlético Madrid (Španělsko), Hapoel Tel Aviv (Izrael) a Académica de Coimbra (Portugalsko). V prvním utkání Plzně 20. září 2012 na domácí půdě proti portugalskému týmu Académica de Coimbra absolvoval Procházka kompletní počet minut, Plzeň vyhrála 3:1. I v dalším utkání 4. října s Atléticem Madrid nastoupil v základní sestavě, španělský celek zvítězil doma 1:0 gólem v samotném závěru. 25. října cestovala Plzeň do Izraele k utkání proti Hapoelu Tel Aviv, střetnutí skončilo výsledkem 2:1 pro hosty, Plzeň si s 6 body upevnila druhou příčku za vedoucím Atléticem Madrid. Václav Procházka v tomto utkání nenastoupil. 8. listopadu 2012 přivítala Plzeň Hapoel Tel Aviv v odvetě na domácím hřišti a vyhrála 4:0, díky tomuto výsledku se posunula s 9 body na čelo tabulky před doposud vedoucí Atlético Madrid (které v souběžném zápase prohrálo v Coimbře 0:2). Izraelský celek hrál navíc od 41. minuty oslaben o jednoho hráče. Procházka absolvoval kompletní zápas. 22. listopadu nastoupil v Portugalsku v utkání proti Coimbře (remíza 1:1) a 6. prosince 2012 v Plzni proti Atléticu Madrid. Ve 26. minutě usměrnil do sítě přistrčení od Michala Ďuriše a zajistil výhru domácího týmu 1:0. Plzeň si tak se 13 body zajistila konečné 1. místo v tabulce skupiny B o 1 bod před druhým Atléticem. 14. února 2013 v jarní vyřazovací části Evropské ligy 2012/13 nastoupil v šestnáctifinále proti domácímu italskému mužstvu SSC Neapol. Plzeň zvítězila v Neapoli 3:0. Hrál i o týden později v domácí odvetě, kterou Plzeň opanovala poměrem 2:0 a postoupila do osmifinále. V osmifinále odehrál celé domácí utkání proti tureckému celku Fenerbahçe Istanbul, Plzeň poprvé v tomto ročníku Evropské ligy prohrála doma (0:1). 14. března v odvetě v Istanbulu nastoupil rovněž v základní sestavě, Viktoria remizovala 1:1 a vypadla z Evropské ligy.

#### Sezóna 2013/14
23. července v odvetě 2. předkola Ligy mistrů UEFA 2013/14 proti domácímu bosenskému týmu FK Željezničar Sarajevo byl již ve 20. minutě vyloučen, Plzeň přesto vyhrála 2:1 a postoupila po výhře 4:3 z domácího utkání do 3. předkola. Zahrál si i v základní skupině Ligy mistrů, kde se viktoriáni střetli s německým Bayernem Mnichov, anglickým Manchesterem City a ruským CSKA Moskva.
29. března 2014 v souboji předních týmů Gambrinus ligy proti FC Slovan Liberec skóroval z přímého kopu z cca 30 metrů. Byl to jeho druhý ligový gól v sezoně, Viktoria deklasovala Slovan 6:0. V této sezoně skončil s Viktorií na druhém místě v lize i v českém poháru.

#### Sezóna 2014/15
V létě 2014 prodloužil s mužstvem smlouvu do konce ročníku 2016/17. S Plzní se díky umístění na pohárové druhé příčce konečné tabulky předchozí sezóny představil v Evropské lize UEFA 2014/15, kde tým vypadl ve třetím předkole s rumunskou Ploještí. Dvě kola před koncem ročníku 2014/15 Synot ligy získal s mužstvem mistrovský titul.

#### Sezóna 2015/16
18. července 2015 se podílel na zisku Superpoháru, když Viktorka porazila FC Slovan Liberec 2:1. S Plzní se představil ve 3. předkole Ligy mistrů UEFA, kde klub narazil na izraelský celek Maccabi Tel Aviv FC. V prvním zápase na půdě soupeře Viktorka zvítězila 2-1, ale v odvetě prohrála 0-2 a vypadla. S mužstvem následně hrál 4. předkolo Evropské ligy UEFA, kde tým narazil na klub ze Srbska, konkrétně na FK Vojvodina Novi Sad. Po výhrách 3-0 a 2-0 Plzeň postoupila do základní skupiny Evropské ligy, kde bylo mužstvo nalosováno do skupiny E společně s FK Dinamo Minsk (Bělorusko), Villarreal CF (Španělsko) a Rapid Vídeň (Rakousko). V konfrontaci s těmito týmy Západočeši získali čtyři body, skončili na třetím místě a do jarní vyřazovací části nepostoupili. Za Plzeň v základní skupině Evropské ligy odehrál pět utkání.
V podzimní části se stal kapitánem Plzně, pásku převzal po suspendovaném parťákovi z obrany Davidu Limberském. V ročníku 2015/16 se částečně podílel na zisku mistrovského titulu Viktorie, klub dokázal ligové prvenství poprvé v historii obhájit.

### Osmanlıspor
V lednu 2016 přestoupil za cca 10 milionů Kč do tureckého klubu Osmanlıspor, který o něj usiloval již dříve. Podepsal smlouvu do léta 2018 s roční opcí na prodloužení a ponechal si číslo dresu 21, které nosil i v Plzni.

### FC Baník Ostrava
V lednu 2018 nejdříve rozvázal smlouvou s Osmanlısporem kvůli nízkému hernímu vytížení, na začátku února poté dokončil přestup do FC Baník Ostrava, kde obléká dres číslo 24.

## Klubové statistiky
Aktuální k 30. květnu 2018
| Sezóna  | Klub                   | Soutěž         | Zápasy | Góly |
| ------- | ---------------------- | -------------- | ------ | ---- |
| 2002/03 | FC Viktoria Plzeň      | 2. liga        | 0      | 0    |
| 2003/04 | FC Viktoria Plzeň      | Gambrinus liga | 23     | 1    |
| 2004/05 | FC Viktoria Plzeň      | 2. liga        | 12     | 0    |
| 2004/05 | 1. FC Slovácko (host.) | Gambrinus liga | 8      | 0    |
| 2005/06 | FC Viktoria Plzeň      | Gambrinus liga | 28     | 1    |
| 2006/07 | FC Viktoria Plzeň      | Gambrinus liga | 29     | 0    |
| 2007/08 | FC Viktoria Plzeň      | Gambrinus liga | 3      | 1    |
| 2007/08 | FK Mladá Boleslav      | Gambrinus liga | 13     | 0    |
| 2008/09 | FK Mladá Boleslav      | Gambrinus liga | 29     | 3    |
| 2009/10 | FK Mladá Boleslav      | Gambrinus liga | 26     | 1    |
| 2010/11 | FK Mladá Boleslav      | Gambrinus liga | 21     | 3    |
| 2011/12 | FK Mladá Boleslav      | Gambrinus liga | 14     | 2    |
| 2011/12 | FC Viktoria Plzeň      | Gambrinus liga | 6      | 0    |
| 2012/13 | FC Viktoria Plzeň      | Gambrinus liga | 27     | 5    |
| 2013/14 | FC Viktoria Plzeň      | Gambrinus liga | 28     | 2    |
| 2014/15 | FC Viktoria Plzeň      | Synot liga     | 30     | 1    |
| 2015/16 | FC Viktoria Plzeň      | Synot liga     | 25     | 0    |
| 2015/16 | Osmanlıspor            | Süper Lig      | 6      | 0    |
| 2016/17 | Osmanlıspor            | Süper Lig      | 40     | 0    |
| 2017/18 | Osmanlıspor            | Süper Lig      | 5      | 0    |
| 2017/18 | FC Baník Ostrava       | HET liga       | 13     | 1    |
| 2018/19 | FC Baník Ostrava       | Fortuna:Liga   | 25     | 2    |
| 2019/20 | FC Baník Ostrava       | Fortuna:Liga   | 22     | 0    |
| 2020/21 | FC Fastav Zlín         | Fortuna:Liga   | 0      | 0    |

## Reprezentační kariéra

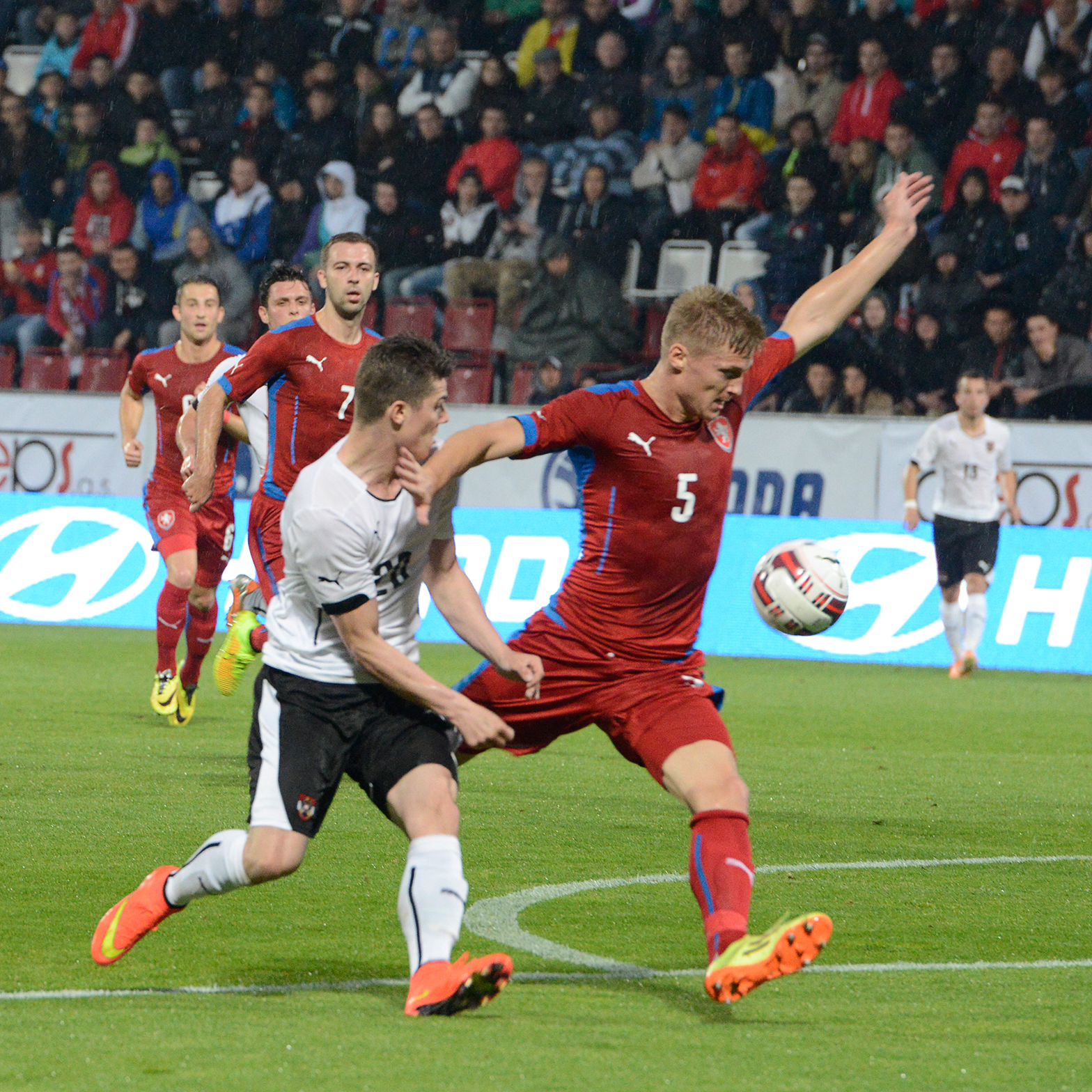
Václav Procházka v červeném reprezentačním dresu č. 5, zápas 3. června 2014 ČR—Rakousko 1:2

Václav Procházka prošel většinou českých mládežnických reprezentačních výběrů, začínal od kategorie do 15 let. Reprezentoval ČR na Mistrovství světa hráčů do 20 let 2003 ve Spojených arabských emirátech, kde český tým po remízách 1:1 s Austrálií a Brazílií a porážce 0:1 s Kanadou obsadil nepostupové čtvrté místo v základní skupině C.

### A-mužstvo
Koncem května 2013 jej trenér Michal Bílek poprvé nominoval do české seniorské reprezentace před kvalifikačním utkání s Itálií. Zápas skončil remízou 0:0 a Procházka do něj nezasáhl. Debutoval až 14. srpna 2013 během přátelského zápasu v Budapešti s domácím Maďarskem, který skončil remízou 1:1. 10. září 2013 absolvoval kompletní kvalifikační utkání proti domácí Itálii, která zvítězila 2:1. ČR zůstala pouze teoretická naděje na postup alespoň do baráže o Mistrovství světa 2014 v Brazílii.
S českým týmem slavil postup pod trenérem Pavlem Vrbou na EURO 2016 ve Francii.

### Reprezentační zápasy
Zápasy Václava Procházky v A-mužstvu české reprezentace
| Rok                | Zápasy | Góly |
| ------------------ | ------ | ---- |
| 2013               | 2      | 0    |
| 2014               | 6      | 0    |
| 2015               | 7      | 0    |
| Celkem             | 15     | 0    |
| Platí k 6. 1. 2016 |        |      |